# Waves (2019)
Waves is een Amerikaanse dramafilm uit 2019, geregisseerd en geschreven door Trey Edward Shults. De film ging in première op het Filmfestival van Telluride op 30 augustus 2019 en werd op 15 november 2019 in de Verenigde Staten uitgebracht door A24. De film werd over het algemeen positief beoordeeld door filmcritici.

## Verhaal
Tyler Williams en zus Emily wonen samen met hun vader Ronald en stiefmoeder Catherine in een ruim voorstedelijk huis in Zuid-Florida. Tyler is een worstelaar op zijn school en staat gepland om deel te nemen aan de staatskampioenschappen in afwachting van een universitaire beurs. Na een schouderblessure voelt Tyler zich onder druk gezet door zijn vader en zijn team en steelt hij de pijnstillers van zijn vader en vernietigt hij zijn schijnbaar perfecte leven. Tyler leven wordt nog stressvoller wanneer zijn vriendin Alexis zegt dat ze niet alleen zwanger is, maar heeft besloten om de baby tegen zijn zin in te houden. Ondertussen wordt Tylers zus Emily verliefd op zijn teamgenoot Luke.

## Rolverdeling
| Acteur                 | Personage          |
| ---------------------- | ------------------ |
| Kelvin Harrison jr.    | Tyler Williams     |
| Lucas Hedges           | Luke               |
| Taylor Russell         | Emily Williams     |
| Alexa Demie            | Alexis Lopez       |
| Renée Elise Goldsberry | Catherine Williams |
| Sterling K. Brown      | Ronald Williams    |
| Clifton Collins jr.    | Bobby Lopez        |
| Vivi Pineda            | Elena Lopez        |
| Bill Wise              | Coach Wise         |
| David Garelik          | Ryan               |
| Harmony Korine         | Mr. Stanley        |
| Neal Huff              | Bill               |